# 1895년 영국 총선
1895년 영국 총선은 1895년 영국에서 치러진 총선으로, 로버트 개스코인세실 수상의 보수당과 자유연합의 연대가 과반을 넘어 정권을 잡았다

## 선거 결과
정당별 의석수
| 정당               | 의석수 |
| ------------------ | ------ |
| 보수당+자유연합당  | 411    |
| 자유당             | 177    |
| 아일랜드 민족 연합 | 70     |
| 합계               | 658    |

정당 득표율
| 정당               | 득표수    | 득표율 |
| ------------------ | --------- | ------ |
| 보수당+자유연합당  | 1,759,484 | 49.2%  |
| 자유당             | 1,628,405 | 45.5%  |
| 아일랜드 민족 동맹 | 92,556    | 2.6%   |
| 독립노동당         | 44,325    | 1.1%   |
| 사회민주연방       | 3,730     | 0.1%   |
| 무소속             | 8,659     | 0.2%   |
| 총합               | 3,866,282 |        |